# Rogers (Minnesota)
Rogers é uma cidade localizada no estado americano do Minnesota, no Condado de Hennepin.

## Demografia
Segundo o censo americano de 2000, a sua população era de 3588 habitantes.
Em 2006, foi estimada uma população de 6277, um aumento de 2689 (74.9%).

## Geografia
De acordo com o United States Census Bureau tem uma área de 13,0 km², dos quais 13,0 km² cobertos por terra e 0,0 km² cobertos por água. Rogers localiza-se a aproximadamente 265 m acima do nível do mar.

## Localidades na vizinhança
O diagrama seguinte representa as localidades num raio de 12 km ao redor de Rogers.